# صالح الكراني

صالح الكراني (ملاكم - ممثل)

صالح الكراني ملاكم مصري  ظهر في أواخر الثلاثينيات وشارك في بعض أعمال سينمائية كممثل ثانوي يؤدي أدوار ابن البلد والفتوة ثم عمل كمساعد مخرج وملاحظ للسيناريو.

## قائمة أعماله السينمائية
فيلم «سلفني 3 جنيه» للمخرج توجو مزراحي عام 1939
فيلم «الخمسة جنيه» للمخرج حسن حلمي عام 1946
فيلم «صاحبة العمارة» للمخرج عبد الفتاح حسن عام 1948
فيلم «أوعى المحفظة» للمخرج محمود إسماعيل عام 1949

## وصلات خارجية
https://elcinema.com/person/1979036 صالح الكراني
https://dhliz.com/artist/v1BrAZo_w9k/ صالح الكراني
https://karohat.com/Person/20ba6ba5-5ee4-4d3a-9022-fa0a2b58a33c صالح الكراني